# Nuevo Zona More-Nuevo San Antonio
Nuevo Zona More-Nuevo San Antonio es un caserío peruano ubicado en el distrito de Cura Mori, perteneciente a la provincia y departamento de Piura, al norte del Perú. 

## Ubicación
Nuevo Zona More-Nuevo San Antonio se ubica al suroeste de la provincia de Piura, en el distrito de Cura Mori, en el departamento de Piura.

## Demografía
En 2017 Nuevo Zona More-Nuevo San Antonio tenía una población de 605 habitantes.
| Gráfica de evolución demográfica de Nuevo Zona More-Nuevo San Antonio entre 1993 y 2017 |
|                                                                                         |
| Fuentes: Población 1993 (Zona Los Mores y San Antonio) y 2017                           |